# Matrici di Gell-Mann
Le matrici di Gell-Mann, così chiamate in onore del premio Nobel statunitense per la fisica Murray Gell-Mann, sono un insieme di matrici 3×3 complesse hermitiane. Sono i generatori infinitesimali di SU(3).
In concreto, le matrici possono essere scritte come:
{\displaystyle \lambda _{1}:={\begin{pmatrix}0&1&0\\1&0&0\\0&0&0\end{pmatrix}}~,\quad \lambda _{2}:={\begin{pmatrix}0&-i&0\\i&0&0\\0&0&0\end{pmatrix}}~,\quad \lambda _{3}:={\begin{pmatrix}1&0&0\\0&-1&0\\0&0&0\end{pmatrix}}~,\quad \lambda _{4}:={\begin{pmatrix}0&0&1\\0&0&0\\1&0&0\end{pmatrix}}~,}
{\displaystyle \lambda _{5}:={\begin{pmatrix}0&0&-i\\0&0&0\\i&0&0\end{pmatrix}}~,\quad \lambda _{6}:={\begin{pmatrix}0&0&0\\0&0&1\\0&1&0\end{pmatrix}}~,\quad \lambda _{7}:={\begin{pmatrix}0&0&0\\0&0&-i\\0&i&0\end{pmatrix}}~,\quad \lambda _{8}:={\frac {1}{\sqrt {3}}}{\begin{pmatrix}1&0&0\\0&1&0\\0&0&-2\end{pmatrix}}~.}
Simili alle matrici di Pauli, ovvero quelle costituenti i generatori di SU(2), le matrici di Gell-Mann sono a traccia nulla ed hermitiane. Nella fisica delle particelle elementari esse descrivono il cambiamento di colore, così come le matrici di Pauli descrivono spin e isospin.
Come le matrici di Pauli, le matrici di Gell-Mann soddisfano alcune importanti relazioni di commutazione. Queste sono:
{\displaystyle [\lambda _{i},\lambda _{j}]=i{\mathcal {K}}_{ijk}\lambda _{k}}
dove gli elementi del tensore K di rango 3 sono
{\displaystyle {\mathcal {K}}_{123}=2;\;{\mathcal {K}}_{147}=1;\;{\mathcal {K}}_{156}=-1;\;{\mathcal {K}}_{246}=1;\;{\mathcal {K}}_{257}=1;}
{\displaystyle {\mathcal {K}}_{345}=1;\;{\mathcal {K}}_{367}=-1;\;{\mathcal {K}}_{458}={\sqrt {3}};\;{\mathcal {K}}_{678}={\sqrt {3}}~.}
e tutti gli elementi le cui terne di indici non sono permutazioni delle terne precedenti sono uguali a zero. Sommando le componenti di K sul terzo indice si ottiene una matrice totalmente antisimmetrica.